# Mons Vinogradov

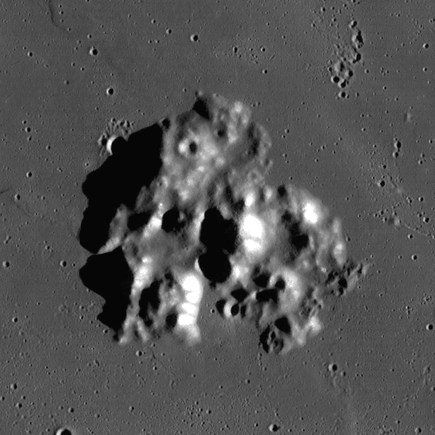
Mons Vinogradov

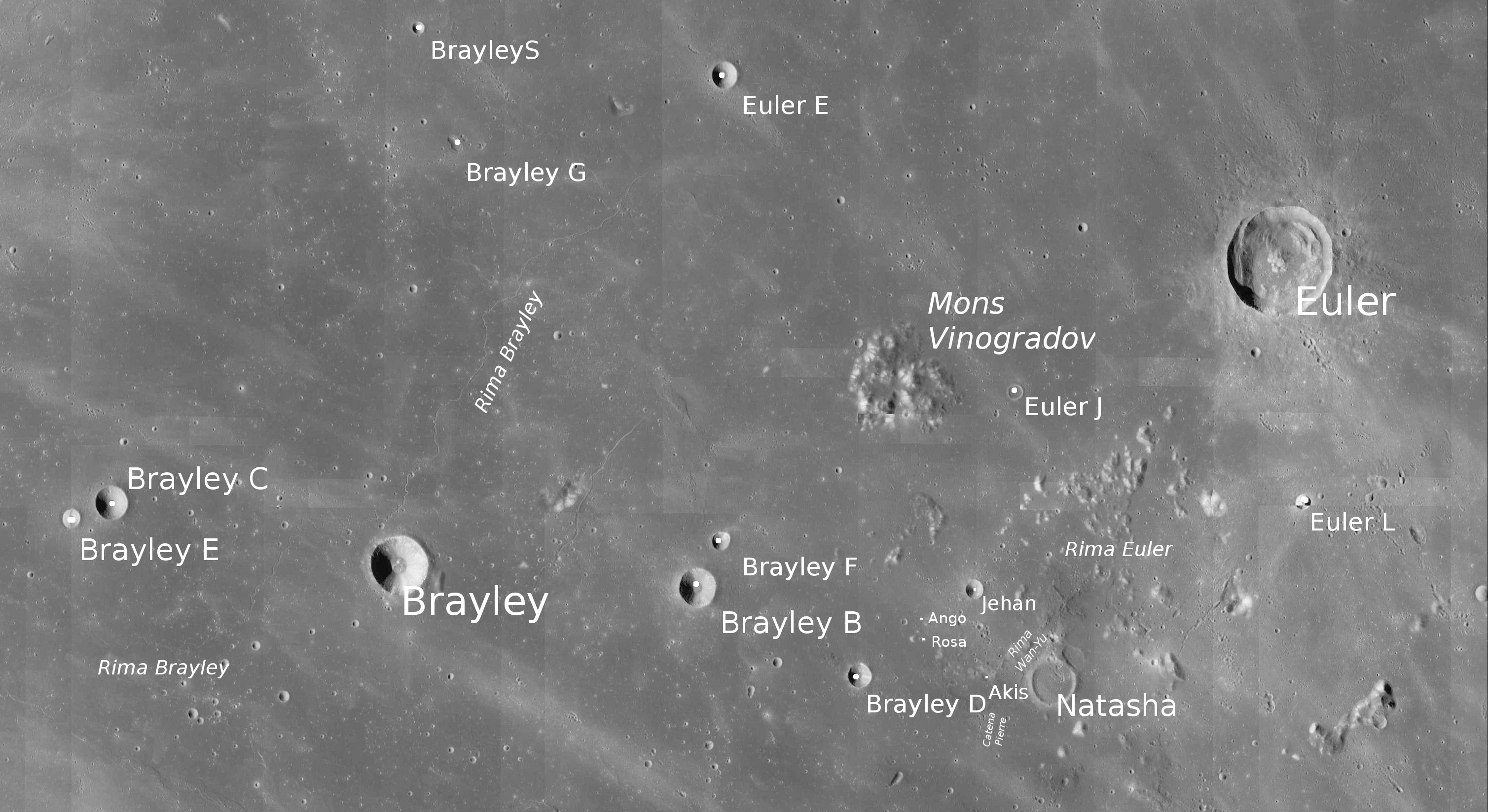
Poloha Mons Vinogradov.

Mons Vinogradov je skupina hor na ploše o průměru 25 km v jihozápadní části Mare Imbrium (Moře dešťů) na přivrácené straně Měsíce západo-jihozápadně od kráteru Euler. Střední selenografické souřadnice jsou 22,4° S a 32,5° Z. V této formaci lze nalézt tři vrcholy, jejichž výška je mezi 1 000 – 1 400 m.
Západojihozápadně leží kráter Brayley, jihojihovýchodně skupina malých kráterů Akis, Jehan a Nataša.

## Název
Horská formace je pojmenována podle sovětského geochemika a kosmochemika Alexandra Pavloviče Vinogradova. Než ji v roce 1979 Mezinárodní astronomická unie přejmenovala, nosila jméno Euler Beta (β) nebo Mons Euler.